# Болесцин (Тшебницький повіт)
Болесцин (пол. Boleścin) — село в Польщі, у гміні Тшебниця Тшебницького повіту Нижньосілезького воєводства.
Населення — 228 осіб (2011).
У 1975-1998 роках село належало до Вроцлавського воєводства.

## Демографія
Демографічна структура станом на 31 березня 2011 року:
|          | Загалом | Допрацездатний вік | Працездатний вік | Постпрацездатний вік |
| -------- | ------- | ------------------ | ---------------- | -------------------- |
| Чоловіки | 120     | 26                 | 82               | 12                   |
| Жінки    | 108     | 22                 | 65               | 21                   |
| Разом    | 228     | 48                 | 147              | 33                   |